# Cantone di Boën-sur-Lignon
Il Cantone di Boën-sur-Lignon, già Cantone di Boën, è una divisione amministrativa dell'arrondissement di Montbrison e dell'arrondissement di Roanne.
A seguito della riforma approvata con decreto del 26 febbraio 2014, che ha avuto attuazione dopo le elezioni dipartimentali del 2015, è passato da 18 a 55 comuni. Dal 1º gennaio i comuni si sono ridotti a 54 per effetto di una fusione.

## Composizione
I 18 comuni facenti parte prima della riforma del 2014 erano:
- Ailleux
- Arthun
- Boën-sur-Lignon
- Bussy-Albieux
- Cezay
- Débats-Rivière-d'Orpra
- L'Hôpital-sous-Rochefort
- Leigneux
- Marcilly-le-Châtel
- Marcoux
- Montverdun
- Pralong
- Sainte-Agathe-la-Bouteresse
- Sainte-Foy-Saint-Sulpice
- Saint-Étienne-le-Molard
- Saint-Laurent-Rochefort
- Saint-Sixte
- Trelins

Dal 2015 i comuni appartenenti al cantone sono passati a 55, ridottisi poi a 54 dal 1º gennaio 2016 per effetto della fusione dei preesistenti comuni di Chalmazel e Jeansagnière a formare il nuovo comune di Chalmazel-Jeansagnière:
- Ailleux
- Amions
- Arthun
- Boën-sur-Lignon
- Bully
- Bussy-Albieux
- Cervières
- Cezay
- Chalmazel-Jeansagnière
- La Chamba
- La Chambonie
- Champdieu
- Châtelneuf
- La Côte-en-Couzan
- Dancé
- Débats-Rivière-d'Orpra
- Essertines-en-Châtelneuf
- Grézolles
- L'Hôpital-sous-Rochefort
- Leigneux
- Luré
- Marcilly-le-Châtel
- Marcoux
- Montverdun
- Noirétable
- Nollieux
- Palogneux
- Pommiers
- Pralong
- Sail-sous-Couzan
- Saint-Bonnet-le-Courreau
- Saint-Didier-sur-Rochefort
- Saint-Étienne-le-Molard
- Saint-Georges-de-Baroille
- Saint-Georges-en-Couzan
- Saint-Germain-Laval
- Saint-Jean-la-Vêtre
- Saint-Julien-d'Oddes
- Saint-Julien-la-Vêtre
- Saint-Just-en-Bas
- Saint-Laurent-Rochefort
- Saint-Martin-la-Sauveté
- Saint-Paul-de-Vézelin
- Saint-Polgues
- Saint-Priest-la-Vêtre
- Saint-Sixte
- Saint-Thurin
- Sainte-Agathe-la-Bouteresse
- Sainte-Foy-Saint-Sulpice
- Les Salles
- Sauvain
- Souternon
- Trelins
- La Valla-sur-Rochefort